# Braunau am Inn
Braunau am Inn é um pequeno município no norte da Áustria, sessenta quilômetros ao norte de Salzburgo. A localidade situa-se à beira do rio Inn, que separa a região do estado alemão da Baviera. Do outro lado do rio está a localidade bávara de Simbach am Inn, sendo que as duas cidades são conectadas por uma ponte.

## História
A cidade foi mencionada pela primeira vez por volta de 780, sob o nome de "Rantesdorf" (Ranshofen). Em 1120, era conhecida com o nome de "Prounaw". Finalmente, recebeu o status de cidade em 1260, o que torna uma das cidades austríacas mais antigas. Tornou-se uma fortaleza e um importante cruzamento de rotas comerciais, negociando com o comércio de sal e com o tráfego de barcos no Inn. Através de sua história, a cidade trocou de mãos diversas vezes, fazendo parte da Baviera até 1779 e novamente de 1809 a 1816.
Braunau tem uma notável igreja do século XV, com uma torre de 99 m, bem como ruínas de um castelo que acolhem um museu, e também partes da antiga muralha da cidade.

## Adolf Hitler

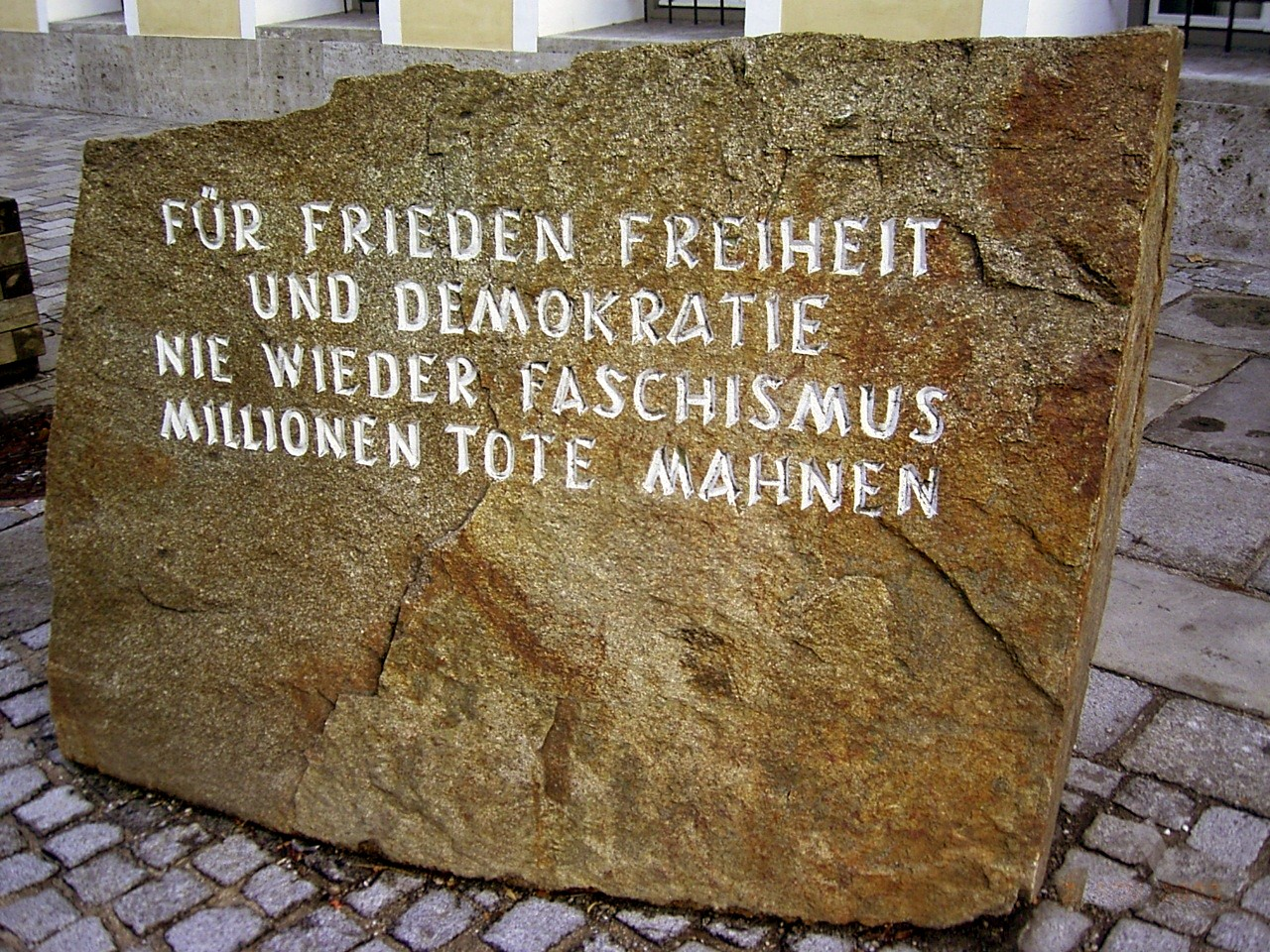
Monumento contra a guerra e o fascismo, em frente à casa onde nasceu Adolf Hitler. Diz a inscrição em alemão: "Pela paz liberdade / e democracia / fascismo nunca mais / milhões de mortos nos relembram.".

A cidade é mais conhecida por ser o local de nascimento de Adolf Hitler, em 20 de abril de 1889. Em 1938, pouco depois da anexação da Áustria pela Alemanha nazi, Braunau homenageou Hitler atribuindo-lhe a condição de cidadão honorário. Em 2011, o conselho municipal de Braunau revogou esse estatuto para "enviar um sinal claro" ao mundo de repúdio pelo regime nazista.
No ano 1989, o prefeito Gerhard Skiba deixou construir um monumento contra a guerra e o fascismo em frente da casa natal. Desde o ano de 1992 a Associação pela História Contemporânea (Verein für Zeitgeschichte) organiza os "Dias da História Contemporânea de Braunau" (Braunauer Zeitgeschichte-Tage), e desde o ano de 1998 a associação Serviço Austríaco em Memória do Holocausto (Österreichischer Gedenkdienst) tem reuniões em Braunau am Inn. No ano 2000 o jornal local "Braunauer Rundschau" iniciou a ação de assinaturas "Braunau coloca um sinal" (Braunau setzt ein Zeichen).
A casa onde Hitler nasceu em 20 de abril de 1889 atrai regularmente neonazistas e as autoridades não querem que este se torne um local de culto. O edifício está fechado desde 2011, altura em que o Governo começou uma batalha judicial com a proprietária, Gerlinde Pommer, cuja família possuía o imóvel há mais de 100 anos. Em 2016, o ministro do Interior austríaco, Wolfgang Sobotka afirmou que foi decidido que vai ser demolida e substituída por um novo edifício com uma utilização caritativa ou administrativa. Para o avanço do projeto, era necessário concluir o processo de expropriação da casa. Mas afinal o comitê de especialistas encarregue de decidir que destino teria a casa revelou que é contra a demolição. "Nós deixamos claro que a demolição seria como uma negação da história Nazi na Áustria".
Em 2016, o governo expropriou o prédio de três andares pelo preço de 310 mil euros. A proprietária, Gerlinde Pommer, lutou na Justiça para ser compensada pela perda da propriedade. Em Fevereiro de 2019, a Justiça austríaca ordenou ao governo do país que pague 1,5 milhões de euros à proprietária. O valor de 1,5 milhões de euros que conseguiu é exatamente o valor que os seus advogados diziam que o prédio e o estacionamento em frente tinham.
Em novembro de 2019, foi anunciado que a casa onde Hitler nasceu seria transformada numa esquadra de polícia.